# RDM Pomezia Volley 2010-2011
Questa voce raccoglie le informazioni riguardanti la RDM Pomezia Volley nelle competizioni ufficiali della stagione 2010-2011.

## Organigramma societario
Area direttiva
- Presidente: Marcello Moscatiello

Area tecnica
- Allenatore: Luca Cristofani (fino al 18 marzo 2011), Luigi Martini (dal 19 marzo 2011, fino al 26 marzo 2011), Luca Cristofani (dal 26 marzo 2011)
- Allenatore in seconda: Luigi Martini
- Assistente allenatore: Paolo De Persio
- Scout man: Maurizio Cibba

Area sanitaria
- Medico: Nicolò Barone
- Preparatore atletico: Francesco Del Morgine
- Fisioterapista: Monica Di Fabio

## Rosa
| N° | Nome                | Ruolo | Data di nascita  | Nazionalità sportiva |
| -- | ------------------- | ----- | ---------------- | -------------------- |
| 2  | Antonella Bragaglia | C     | 4 febbraio 1973  | Italia               |
| 4  | Jole Ruzzini        | L     | 25 febbraio 1984 | Italia               |
| 5  | Mirela Corjeutanu   | S     | 6 luglio 1977    | Romania              |
| 6  | Silvia Fanella      | S     | 8 ottobre 1983   | Italia               |
| 7  | Luisa Casillo       | C     | 8 luglio 1988    | Italia               |
| 8  | Daniela Scarpellino | S     | 24 aprile 1980   | Italia               |
| 11 | Valeria Zanin       | P     | 6 gennaio 1984   | Italia               |
| 12 | Luciana do Carmo    | S     | 13 luglio 1979   | Brasile              |
| 13 | Valentina Baldini   | P     | 18 maggio 1992   | Italia               |
| 14 | Nabila Chihab       | C     | 5 settembre 1984 | Italia               |
| 16 | Elitza Krasteva     | L     | 7 ottobre 1982   | Bulgaria             |
| 17 | Francesca Mari      | P     | 30 marzo 1983    | Italia               |

## Risultati

### Serie A2

#### Girone di andata
| 1ª giornata - 16 ottobre 2010 PalaLavinium, Pomezia                   | RDM Pomezia | 0 - 3 | Chieri              | 14-25, 19-25, 16-25               |
| 2ª giornata - 24 ottobre 2010 PalaOlimpia, Verona                     | Verona      | 3 - 0 | RDM Pomezia         | 26-24, 25-22, 25-23               |
| 3ª giornata - 31 ottobre 2010 PalaLavinium, Pomezia                   | RDM Pomezia | 1 - 3 | Pontecagnano Faiano | 21-25, 20-25, 25-12, 18-25        |
| 4ª giornata - 7 novembre 2010 PalaRomiti, Forlì                       | Forlì       | 1 - 3 | RDM Pomezia         | 16-25, 25-17, 15-25, 22-25        |
| 5ª giornata - 14 novembre 2010 PalaLavinium, Pomezia                  | RDM Pomezia | 3 - 1 | Crema               | 19-25, 25-21, 27-25, 25-20        |
| 6ª giornata - 21 novembre 2010 PalaSassi, Matera                      | Time Matera | 1 - 3 | RDM Pomezia         | 25-27, 17-25, 25-22, 19-25        |
| 7ª giornata - 28 novembre 2010 PalaRaschi, Parma                      | Parma       | 3 - 0 | RDM Pomezia         | 25-20, 25-18, 31-29               |
| 8ª giornata - 5 dicembre 2010 PalaLavinium, Pomezia                   | RDM Pomezia | 3 - 2 | Soverato            | 23-25, 25-22, 20-25, 25-17, 15-12 |
| 9ª giornata - 12 dicembre 2010 PalaMacchitella, San Vito dei Normanni | San Vito    | 1 - 3 | RDM Pomezia         | 19-25, 25-16, 17-25, 26-28        |
| 10ª giornata - 19 dicembre 2010 PalaLavinium, Pomezia                 | RDM Pomezia | 3 - 0 | Loreto              | 25-17, 25-21, 25-22               |
| 11ª giornata - 26 dicembre 2010 Olimpia Palace, Pomezia               | RDM Pomezia | 3 - 0 | Santa Croce         | 25-22, 25-19, 25-19               |
| 12ª giornata - 9 gennaio 2011 PalaBusnago, Busnago                    | Busnago     | 2 - 3 | RDM Pomezia         | 22-25, 28-26, 25-10, 19-25, 13-15 |
| 13ª giornata - 16 gennaio 2011 Olimpia Palace, Pomezia                | RDM Pomezia | 3 - 2 | Cuatto Giaveno      | 25-17, 22-25, 25-17, 27-29, 15-12 |

#### Girone di ritorno
| 14ª giornata - 22 gennaio 2011 PalaMaddalene, Chieri             | Chieri              | 3 - 1 | RDM Pomezia | 22-25, 27-25, 25-17, 25-15        |
| 15ª giornata - 29 gennaio 2011 Olimpia Palace, Pomezia           | RDM Pomezia         | 3 - 1 | Verona      | 25-18, 17-25, 25-14, 25-20        |
| 16ª giornata - 6 febbraio 2011 PalaBerlinguer, Bellizzi          | Pontecagnano Faiano | 3 - 2 | RDM Pomezia | 17-25, 28-30, 25-16, 25-18, 16-14 |
| 17ª giornata - 12 febbraio 2011 Olimpia Palace, Pomezia          | RDM Pomezia         | 3 - 0 | Forlì       | 25-14, 25-20, 25-22               |
| 18ª giornata - 20 febbraio 2011 PalaBertoni, Crema               | Crema               | 1 - 3 | RDM Pomezia | 25-21, 21-25, 21-25, 21-25        |
| 19ª giornata - 27 febbraio 2011 Olimpia Palace, Pomezia          | RDM Pomezia         | 3 - 1 | Time Matera | 16-25, 25-22, 25-22, 25-17        |
| 20ª giornata - 5 marzo 2011 Olimpia Palace, Pomezia              | RDM Pomezia         | 0 - 3 | Parma       | 16-25, 18-25, 23-25               |
| 21ª giornata - 19 marzo 2011 PalaScoppa, Soverato                | Soverato            | 0 - 3 | RDM Pomezia | 23-25, 22-25, 23-25               |
| 22ª giornata - 27 marzo 2011 Olimpia Palace, Pomezia             | RDM Pomezia         | 3 - 1 | San Vito    | 25-20, 25-17, 28-30, 26-24        |
| 23ª giornata - 2 aprile 2011 PalaSerenelli, Loreto               | Loreto              | 3 - 1 | RDM Pomezia | 19-25, 25-18, 25-20, 25-19        |
| 24ª giornata - 10 aprile 2011 PalaParenti, Santa Croce sull'Arno | Santa Croce         | 0 - 3 | RDM Pomezia | 22-25, 18-25, 20-25               |
| 25ª giornata - 17 aprile 2011 Olimpia Palace, Pomezia            | RDM Pomezia         | 3 - 1 | Busnago     | 25-21, 23-25, 25-19, 25-19        |
| 26ª giornata - 23 aprile 2011 Palazzetto dello Sport, Giaveno    | Cuatto Giaveno      | 0 - 3 | RDM Pomezia | 21-25, 20-25, 18-25               |

#### Play-off promozione
| Semifinali (gara 1) - 30 aprile 2011 PalaLavinium, Pomezia | RDM Pomezia | 0 - 3 | Loreto      | 27-29, 14-25, 22-25        |
| Semifinali (gara 2) - 4 maggio 2011 PalaSerenelli, Loreto  | Loreto      | 3 - 1 | RDM Pomezia | 23-25, 25-21, 25-16, 25-14 |

### Coppa Italia di Serie A2

#### Fase a eliminazione diretta
| Quarti di finale (andata) - 26 gennaio 2011 PalaBerlinguer, Bellizzi | Pontecagnano Faiano | 3 - 1 | RDM Pomezia         | 25-7, 21-25, 25-22, 25-20 |
| Quarti di finale (ritorno) - 2 febbraio 2011 Olimpia Palace, Pomezia | RDM Pomezia         | 0 - 3 | Pontecagnano Faiano | 20-25, 19-25, 15-25       |

## Statistiche

### Statistiche di squadra
| Competizione             | Punti | In casa | In casa | In casa | In trasferta | In trasferta | In trasferta | Totale | Totale | Totale |
| Competizione             | Punti | G       | V       | P       | G            | V            | P            | G      | V      | P      |
| ------------------------ | ----- | ------- | ------- | ------- | ------------ | ------------ | ------------ | ------ | ------ | ------ |
| Serie A2                 | 52    | 14      | 10      | 4       | 14           | 8            | 6            | 28     | 18     | 10     |
| Coppa Italia di Serie A2 | -     | 1       | 0       | 1       | 1            | 0            | 1            | 2      | 0      | 2      |
| Totale                   | -     | 15      | 10      | 5       | 15           | 8            | 7            | 30     | 18     | 12     |

G = partite giocate; V = partite vinte; P = partite perse

### Statistiche dei giocatori
| Giocatore      | Serie A2 | Serie A2 | Serie A2 | Serie A2 | Serie A2 | Coppa Italia di Serie A2 | Coppa Italia di Serie A2 | Coppa Italia di Serie A2 | Coppa Italia di Serie A2 | Coppa Italia di Serie A2 | Totale | Totale | Totale | Totale | Totale |
| Giocatore      | P        | PT       | AV       | MV       | BV       | P                        | PT                       | AV                       | MV                       | BV                       | P      | PT     | AV     | MV     | BV     |
| -------------- | -------- | -------- | -------- | -------- | -------- | ------------------------ | ------------------------ | ------------------------ | ------------------------ | ------------------------ | ------ | ------ | ------ | ------ | ------ |
| V. Baldini     | 13       | 2        | ?        | ?        | ?        | 1                        | 0                        | 0                        | 0                        | 0                        | 14     | 2      | ?      | ?      | ?      |
| A. Bragaglia   | 27       | 244      | ?        | ?        | ?        | 2                        | 23                       | 17                       | 5                        | 1                        | 29     | 267    | ?      | ?      | ?      |
| L. Casillo     | 23       | 160      | ?        | ?        | ?        | 2                        | 16                       | 12                       | 3                        | 1                        | 25     | 176    | ?      | ?      | ?      |
| N. Chihab      | 20       | 126      | ?        | ?        | ?        | 1                        | 2                        | 2                        | 0                        | 0                        | 21     | 128    | ?      | ?      | ?      |
| M. Corjeutanu  | 26       | 415      | ?        | ?        | ?        | 2                        | 10                       | 6                        | 3                        | 1                        | 28     | 425    | ?      | ?      | ?      |
| L. do Carmo    | 25       | 376      | ?        | ?        | ?        | 2                        | 32                       | 27                       | 3                        | 2                        | 27     | 408    | ?      | ?      | ?      |
| S. Fanella     | 28       | 331      | ?        | ?        | ?        | 2                        | 5                        | 5                        | 0                        | 0                        | 30     | 336    | ?      | ?      | ?      |
| E. Krasteva    | 28       | 0        | 0        | 0        | 0        | 2                        | 0                        | 0                        | 0                        | 0                        | 30     | 0      | 0      | 0      | 0      |
| F. Mari        | 16       | 40       | ?        | ?        | ?        | 2                        | 5                        | 1                        | 3                        | 1                        | 18     | 45     | ?      | ?      | ?      |
| J. Ruzzini     | 28       | 2        | ?        | ?        | ?        | 1                        | 0                        | 0                        | 0                        | 0                        | 29     | 2      | ?      | ?      | ?      |
| D. Scarpellino | 20       | 49       | ?        | ?        | ?        | 2                        | 1                        | 1                        | 0                        | 0                        | 21     | 50     | ?      | ?      | ?      |
| V. Zanin       | 11       | 31       | ?        | ?        | ?        | -                        | -                        | -                        | -                        | -                        | 11     | 31     | ?      | ?      | ?      |

P = presenze; PT = punti totali; AV = attacchi vincenti; MV = muri vincenti; BV = battute vincenti